# Odius & Oorlof
Odius & Oorlof (Engels: Borgin & Burkes) is een winkel uit de Harry Potterboekenreeks van de Britse schrijfster J.K. Rowling. Hij werd in 1863 gesticht door Odius en Caractacus Oorlof.
De winkel bevindt zich in de Verdonkeremaansteeg, een wat louche straatje in Londen. De winkel doet aan in- en verkoop van met name objecten die gerelateerd zijn aan de Zwarte Kunsten.
De winkel komt voor het eerst voor in het tweede boek, wanneer Harry er per ongeluk belandt wanneer hij voor het eerst via het haardvuur reist. In het zesde boek sommeert Draco Malfidus, de aartsvijand van Harry, winkeleigenaar Odius zijn Verdwijnkast, waarmee Malfidus later Dooddoeners het schoolgebouw van Zweinstein binnenloodst, niet te verkopen maar te laten staan.
In het verleden heeft Marten Vilijn, als Heer Voldemort, bij deze winkel gewerkt nadat hij klaar was met zijn opleiding aan Zweinstein. Het is door zijn baantje dat hij hier aan de Beker van Huffelpuf en het Medaillon van Zwadderich gekomen is, later twee van de zeven Gruzielementen.